# Bakıxanov
Bakıxanov – osiedle typu miejskiego w Azerbejdżanie, należące do miasta wydzielonego Baku, stanowiące jego przedmieście. Liczy 69 907 mieszkańców (dane na rok 2008). Ośrodek przemysłowy.